# シャムスッディーン・ジュヴァイニー
シャムスッディーン・ジュヴァイニー（ペルシア語: شمس‌الدین جوینی、生年不詳 - 1284年）とは、モンゴル帝国の後継国家の一つであるイルハン朝の政治家である。フレグ、アバカ、テグデル、アルグンの4人のハンの在位中に要職を務めていた。彼らの治世でシャムスッディーンはサーヒブ・イ・ディーワーン（財務長官）職に任じられていたが、事実上の宰相として政務を執っていた。芸術のパトロンとしても知られており、音楽家のサフィッディーン・ウルマウィは彼が支援した人物の一人である。

## 概要
シャムスッディーンはホラーサーン地方のジョヴェイン出身であるペルシア系の学者・官僚の一族の出身であり、ジュヴァイニー家はアッバース朝のカリフ・ハールーン・アッ＝ラシードのもとで高官を務めたアル＝ファドル・イブン・アル＝ラビーが祖先であると主張していた。モンゴル帝国が台頭する以前、ジュヴァイニー家の人間はセルジューク朝とホラズム・シャー朝に仕えていた。シャムスッディーンの父であるバハーウッディーン・ムハンマドは、元々はホラズム・シャー朝の最後の君主であるジャラールッディーン・メングベルディーの官吏だったが、後にモンゴル帝国のホラーサーン・マーザンダラーン総督であるチン・テムルに仕え、1235年に彼の宰相となり、1253/54年に没するまでその地位にあり続けた。
『世界征服者の歴史』を著した歴史家のアラーウッディーン・アターマリク・ジュヴァイニーはシャムスッディーンの兄弟であり、ともにイルハン朝に仕えていた。

## 生涯
1264年にシャムスッディーンはフレグからサーヒブ・イ・ディーワーン職に任命される。翌1265年にフレグは没し、彼の子であるアバカがハンに即位するが、シャムスッディーンはサーヒブ・イ・ディーワーンの地位にとどまった。
シャムスッディーンは高名な学者でフレグの側近でもあるナスィールッディーン・トゥースィーと親交があり、モンゴル帝国のホラーサーン総督であるアルグン・アカの娘を妻としていたため、強い影響力を有していた。タブリーズの知事に任じられ、モンゴル帝国の征服で荒廃したイランの復興に重要な役割を果たした。シャムスッディーンは各地にイルハン朝の管理を配置し、ヤズド地方の復興を担当する代表者を選任した。その事業としてアーザルバーイジャーンでの橋の建設、サーヴェ近郊のダムの建設、イラークのモスクの再建、ハッジ用の街道の開通の援助がある。また、ヘラートのクルト朝、ケルマーンのカラヒタイ朝、ファールスのサルグル朝、ロレスターンのハザーラスプ朝といった、イルハン朝に従属する地方の政権とも強いつながりを持っていた。さらに長男のバハーウッディーン・ムハンマドはイラーク・アジャミーの総督に任命され、もう一人の子のシャラーフッディーン・ハールーン・ジュヴァイニーはアナトリアの総督に任命され、彼の一族への官職の授与によって、ジュヴァイニー家全体の影響力と権威が高まった。

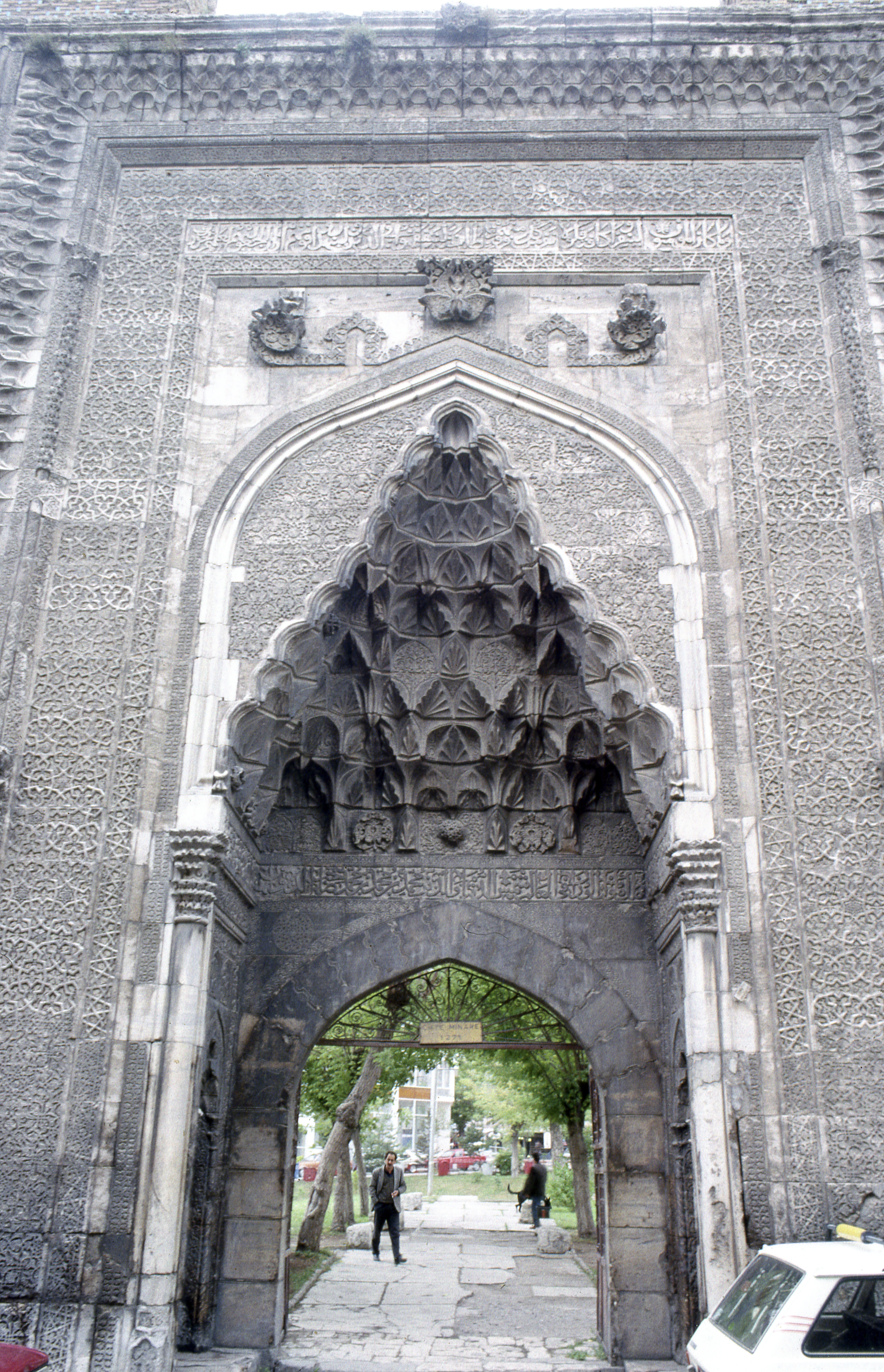
1271/1272年にシャムスッディーンによってスィヴァスに建設された2基のミナレットを備えるマドラサ（en）

1277年にアバカが実施したアナトリア遠征にシャムスッディーンも従軍し、モンゴル軍の兵士が殺害された報復として多くのアナトリア半島の住民が殺害され、シャムスッディーンは住民の助命を嘆願した。アナトリア攻撃が終結した後、シャムスッディーンはルーム・セルジューク朝の秩序を回復し、コーカサスに進軍して同地の山地民族を従属させた後、宮廷に帰還した。
シャムスッディーンがアナトリアから帰国した後、前々から彼との関係が悪化していた部下のマジュド・アル＝ムルク・ヤズディーはシャムスッディーンとアターマリク兄弟の失脚を図り
彼らがエジプトのマムルーク朝と密通していると告発したが、証拠が不足していたため不成功に終わった。シャムスッディーンは彼の敵意を和らげるためにスィヴァス長官の地位と金品、徴税権を与えたが、マジュド・アル＝ムルクはシャムスッディーンへの報復の機会をうかがい続けた。1279年にマジュド・アル＝ムルクはアバカの王子アルグン、アバカにシャムスッディーン兄弟がマムルーク朝と内通し、国庫から多額の財産を横領していると告発した。フレグの未亡人であるオルジェイ・ハトゥンの取り成しでシャムスッディーンは処罰を免れたが、翌1280年にアバカはマジュド・アル＝ムルクに強大な権限を与え、シャムスッディーンは彼と共同で政務を執った。アバカのシャムスッディーンへの信任は低下し、1281年にはマジュド・アル＝ムルクの進言によってアターマリクが投獄され、財産を没収される。
1282年にアバカが没し、弟のテグデルが即位するとシャムスッディーンはテグデルにマジュド・アル＝ムルクから受けた攻撃を訴え、告発を容れたテグデルはマジュド・アル＝ムルクを処刑した。だが、1284年にテグデルとの争いに勝ったアルグンが新たなハンとなり、シャムスッディーンは身の危険を感じてハザーラスプ朝のユースフシャーの元に身を寄せた。周囲の人間は亡命を勧めたが、シャムスッディーンはアルグンの側近となった旧友のブカを頼り、アルグンに投降した。アルグンは一度はシャムスッディーンを助命したが、シャムスッディーンの権力を妬む政敵の意見を聞いて考えを変え、1284年11月16日にシャムスッディーンはアブハル郊外のアブハル河畔で処刑された。